# 오토 올렌도르프
오토 올렌도르프(독일어: Otto Ohlendorf, 1907년 2월 4일 ~ 1951년 6월 7일)는 독일의 경찰이다. 친위대 집단지도자 겸 경찰중장 계급까지 올랐으며, 국가보안본부 제3청, 즉 내지보안국 총수였다. 또한 D 특수작전집단 대장으로, 몰도바, 우크라이나, 크리미아, 코카서스에서 학살을 자행했다. 전후 전쟁범죄로 기소되어 교수형으로 처형되었다.